# Antonio Verri
Antonio Verri (Città della Pieve, 1839 – 1925) è stato un geologo, paleontologo, e ingegnere idraulico italiano.

## Biografia
Laureatosi in scienze matematiche, Verri ha partecipato alle azioni militari per l'Unità d'Italia, con il grado di capitano, per poi entrare nel Genio militare, riuscendo a raggiungere, nel 1913, il grado di tenente generale. Autore di un centinaio di pubblicazioni, si è occupato, in prevalenza, di ingegneria idraulica e geologia.
Ha cominciato la sua attività scientifica, negli anni settanta dell''800, studiando in particolare la Val di Chiana, dal punto di vista stratigrafico, idrologico e paleontologico, mentre nel campo militare ha approfondito l'applicazione delle mine in relazione a determinate condizioni geologiche. In seguito ha spostato l'attenzione sul vulcanismo, occupandosi più volte, tra la fine del XIX e l'inizio del XX secolo, dei vulcani di diverse aree umbre, laziali e campane.
Particolare attenzione ha prestato allo studio geologico di alcuni monti, come nel caso del Monte Amiata, di colli romani, quali il Colle Quirinale e il Colle Capitolino, di fiumi, come il Sarno, il Tevere e il Velino, al quale ha associato l'approfondimento delle Cascate delle Marmore. In chiave squisitamente paleontologica, ha dedicato studi sul miocene e sul pliocene umbri e sull'uomo preistorico dell'area di Terni. Ha compiuto i rilievi per la carta geologica di Roma, che ha pubblicato nel 1915 con l'Istituto geografico De Agostini.
Socio dell'Accademia dei Lincei, nel 1881, a Bologna, è stato - al pari del suo coevo conterraneo e collega Lucio Mazzuoli - tra i fondatori della Società Geologica Italiana, di cui è stato nominato vicepresidente nel 1902 e, infine, presidente nel 1903.

## Opere principali